# 川西蔷薇
川西蔷薇（学名：Rosa sikangensis）为蔷薇科蔷薇属下的一个种。

## 扩展阅读
- 維基物種上的相關：川西蔷薇